# Lingue sami
Le lingue sami sono lingue uraliche parlate in Norvegia, Svezia, Finlandia e Russia dalle popolazioni sami.

## Classificazione
Sono generalmente catalogate in 11 lingue di cui una estinta nell'Ottocento, una nel 2003, e altre tre in pericolo d'estinzione. In forma scritta, solo sei lingue hanno una storia letteraria. La lingua comune da cui sono state generate è chiamata proto-sami.
Le lingue sami non appartengono al gruppo balto-finnico come il finlandese e l'estone, sebbene siano obiettivamente loro parenti, ma costituiscono un gruppo a sé stante nella più grande famiglia delle lingue finno-volgaiche, a loro volta incluse nella famiglia delle lingue ugrofinniche.
Le lingue sami si possono suddividere in due gruppi: le lingue sami occidentali e orientali, secondo la suddivisione seguente.

### Sami occidentale
- sami meridionale (circa 600 locutori)
- sami di Ume (circa 20 locutori)
- sami di Pite (circa 20 locutori)
- sami di Lule (circa 2000 locutori)
- sami settentrionale (circa 30.000 locutori)

### Sami orientale
- sami di Kemi (estinto nel XIX secolo, esistono solo alcuni campioni della lingua)
- sami di Inari (circa 300 locutori)
- sami skolt (circa 320–330 locutori)
- sami di Akkala (estinto nel 2003)
- sami di Kildin (circa 650 locutori in Russia)
- sami di Ter (2 locutori, prossimo all'estinzione)

## Sistema di scrittura
L'alfabeto delle lingue sami è il latino con l'aggiunta di caratteri speciali differenti a seconda della lingua, alcuni propri, altri derivati dalle lettere speciali del finlandese e dello svedese quali Å, Ä e Ö:
| Sami settentrionale:          | Áá Čč Đđ Ŋŋ Šš Ŧŧ Žž       |
| Sami di Inari:                | Áá Ââ Ää Čč Đđ Šš Žž       |
| Sami skolt:                   | Áá Ââ Ää Čč Đđ Ǩǩ Šš Žž    |
| Sami di Lule in Svezia:       | Áá Åå Ńń Ää                |
| Sami di Lule in Norvegia:     | Áá Åå Ńń Ææ                |
| Sami meridionale in Svezia:   | Ää Öö Åå                   |
| Sami meridionale in Norvegia: | Ææ Øø Åå                   |
| Sami di Ume:                  | Áá Đđ Ïï Ŋŋ Ŧŧ Úú Åå Ää Öö |

La lettera Đ deriva dalla lettera latina D avente una barra orizzontale (Unicode U+0110), ed è quella usata in croato e non corrisponde a quella usata nell'islandese, feringio (faroense) o nell'antico inglese (Ð; U+00D0), sebbene sembrino identiche.
Il sami di Kildin usa un alfabeto esteso comprendente anche caratteri cirillici: Аа Ӓӓ Бб Вв Гг Дд Ее Ёё Жж Зз Ии Йй Ӣӣ  Кк Лл Ӆӆ Мм Ӎӎ Нн Ӊӊ Ӈӈ Оо Пп Рр Ҏҏ Сс Тт Уу Фф Хх Цц Чч Шш Щщ Ъъ Ыы Ьь Ҍҍ Ээ Ӭӭ Юю Яя Јј Ѣѣ ʼ. Questa lingua utilizza anche il segno ¯ (macron) per marcare la lunghezza delle vocali. Il sami skolt utilizza anche il simbolo ʹ.